# Isidoro Errázuriz
Isidoro Errázuriz Errázuriz (Santiago, 1835-1898) fue un periodista y político chileno.

## Biografía
Hijo de Manuel Antonio Errázuriz y de Rosa Errázuriz Mayo. En 1851 se inició en el mundo de las letras, publicando su primer artículo en el diario El Progreso de Santiago. Ese mismo año se trasladó a Estados Unidos, donde estudió en el colegio de jesuitas de Georgetown. En 1852 se dirigió a Alemania y estudió leyes en la Universidad de Gotinga (Georg-August-Universität Göttingen), allí afiliado a la Burschenschaft Hannovera.
Retornó a Chile en 1856, ingresando al mundo periodístico, donde suscitó varias polémicas a través de las páginas del diario El Ferrocarril donde publicó artículos que él titulaba «Oscurantismo y libre Examen».
Se dirigió nuevamente a Alemania en 1857, donde contrajo matrimonio con Virginia Hollman, regresando a Chile el año siguiente.

## Vida pública
Colaboró con los opositores del gobierno de Manuel Montt, por lo que tras la revolución de 1859 sería sometido a juicio y proscrito. Se encaminó a Mendoza, en donde se le encomendó la redacción del diario El Constituyente, que tenía como objetivo los exiliados chilenos. Regresó tras la ley de amnistía. En 1862 fue redactor de La Voz de Chile y al año siguiente se hizo cargo de la redacción de El Mercurio de Valparaíso.
El 1 de agosto de 1863 fundó el diario La Patria, que duró hasta 1896, tras su salida de El Mercurio por su campaña contra el ministro del interior.
Fue elegido diputado por Linares en 1867 por el partido liberal. 
En 1875 publicó la Historia de la Administración Errázuriz, obra que sin embargo no alcanzó a completar. Sólo escribió el prólogo (de 482 páginas) en que analizaba el movimiento de partidos desde 1823 hasta 1871.
Asistió como representante del gobierno a las batallas de Chorrillos y Miraflores. En Lima fundó el diario La Actualidad, el primer diario chileno publicado en Perú.
En 1888 sirvió de agente de colonización en Europa. Regresó a Chile poco antes de que estallara la guerra civil entre el presidente José Manuel Balmaceda y el Congreso. Errázuriz se unió al bando revolucionario y participó de la sublevación de la Escuadra y de la junta de gobierno de Iquique, ejerciendo ocho meses como ministro de Relaciones, Justicia, Culto e Instrucción Pública. Triunfante la revolución, siguió a cargo del ministerio de Justicia e Instrucción hasta el 31 de diciembre de 1891.
El 9 de julio de 1892 se unió como ministro de Relaciones al ministerio encabezado por Ramón Barros Luco. Tras un cambio de ministerio en abril de 1893 fue ministro de Guerra y Marina, desempeñando el cargo hasta el 6 de octubre. Justo antes de abandonar la cartera de relaciones exteriores, firma un protocolo de límites con Argentina el cual modifica el límite en la isla Grande de Tierra del Fuego.
En 1896 fue nombrado ministro de Chile en Brasil, falleciendo de fiebre amarilla en 1898.
| Predecesor: Francisco Javier Concha | Ministro de Justicia 1891                                         | Sucesor: Juan Castellón      |
| Predecesor: Juan Castellón Larenas  | Ministro de Relaciones Exteriores, Culto y Colonización 1892-1893 | Sucesor: Ventura Blanco Viel |
| Predecesor: Luis Arteaga            | Ministro de Guerra y Marina 1893                                  | Sucesor: Manuel Villamil     |